# Ursus maritimus tyrannus
Ursus maritimus tyrannus (білий ведмідь велетенський) — викопний підвид білого ведмедя з родини Ведмедевих. Мешкав в плейстоцені (100—12 тис. років тому). Утворився внаслідок еволюції популяції бурих ведмедів, ізольованих в Арктиці внаслідок настання льодовикового періоду. Деякі дослідники вважають, що він був підвидом не білого, а бурого ведмедя.

## Опис
Відомий з однієї ліктьовою кісткою, знайденої в піщаних відкладеннях Темзи в Лондоні (Велика Британія). На основі аналізу дослідники припускають, що цей ведмідь 183—190 см в холці, повний зріст становив 3,6—3,9 м при вазі 1200—1500 кг. Зовнішністю і будовою він ще сильно походив на бурих ведмедів.

## Спосіб життя
Першим серед ведмедів перейшов на харчування виключно м'ясом тварин, полюючи на великих травоїдних, яких у плейстоцені було досить багато. Велика кількість жиру давала змогу йому легше переносити низькі температури.

## Розповсюдження
Його ареал захоплював, мабуть, не лише сучасну Велику Британію, але й Скандинавію і більш південні райони Західної Європи.